# 布賈克
布賈克是土耳其的城鎮，由布爾杜爾省負責管轄，位於該國西南部，距離首府布爾杜爾40公里，面積1,436平方公里，海拔高度850米，2007年人口58,322。

## 外部連結
- https://web.archive.org/web/20101210232727/http://www.bucak.bel.tr/default.asp?islem=detay2&key=30 (From the official web-site of The Municipality of Bucak)